# Borna Barišić
Borna Barišić (* 10. listopadu 1992 Osijek) je chorvatský profesionální fotbalista, který hraje na pozici levého obránce za skotský klub Rangers FC a za chorvatský národní tým.

## Klubová kariéra
Barišić se narodil v Osijeku ve východochorvatské Slavonii bosenskochorvatským rodičům. Jeho otec Stipe „Moljac Barišić“ pochází z Galečiće, zatímco jeho matka Verica (rozená Tokić) pochází ze Stražbenice. V roce 2003 se připojil k mládežnické akademii Osijeku, kde strávil osm let. Poté, co se Barišić nedokázal prosadit do prvního týmu, přestoupil do nedalekého BSK Bijelo Brdo.

### Osijek
Po jediné sezóně v Bijelo Brdo se Barišić vrátil do Osijeku. Ve své první sezóně v prvním týmu Barišić stihl 23 zápasů v první lize, debutoval 12. července 2013 při prohře 3:1 s Dinamem Záhřeb. Barišićův první gól v dresu Osijeku padl 4. dubna 2014 v 88. minutě proti Lokomotivě. Osijek skončil v sezóně 2013/14 na 8. místě. V následující sezóně odehrál Barišić 28 zápasů, ve kterých si připsal jeden gól a dvě asistence z pozice levého obránce a Osijek se těsně vyhnul sestupu.

### Dinamo a Lokomotiva Záhřeb
Navzdory potížím svého klubu si Barišić za Osijek v sezóně 2014/15 vysloužil přestup do ligového mistra Dinama, kde podepsal pětiletou smlouvu. Barišić debutoval za nový klub proti svému bývalému klubu Osijek 19. července 2015. Na konci srpna byl Barišić zapůjčen do záhřebského klubu Lokomotiva. V Lokomotivě odehrál Barišić 19 ligových zápasů a připsal si dvě asistence.

### Návrat do Osijeku
Poté co Osijek koupil v únoru 2016 maďarský oligarcha Lőrinc Mészáros a chorvatský podnikatel Ivan Meštrović, klub poprvé přešel do soukromého vlastnictví. Nový majitel popsal Barišiće jako typ hráče, kterého chtějí mít v klubu: mladého, talentovaného, a navíc odchovance. Barišić následně souhlasil s přestupem a byl jmenován kapitánem svého juniorského klubu. Barišić znovudebutoval za Osijek 23. července 2016, kdy jako kapitán dovedl klub k výhře 2:0 nad Interem Zaprešić. Barišić odehrál 32 ligových zápasů, skóroval jednou a sedmkrát asistoval a Osijek skončil na 4. místě, což bylo jeho nejvyšší umístění v lize za téměř 10 let.
V létě 2017 si Barišić získal pozornost ukrajinského klubu Dynamo Kyjev a dohodl se s klubem na osobních podmínkách. Na poslední chvíli se však Dynamo rozhodlo pro Josipa Pivariće z Dinama Záhřeb. V rozhovoru pro Sportske novosti 11. srpna Barišić veřejně obvinil Dinamo ze sabotáže přestupu. Dne 22. srpna byl ve své rodné vesnici Zidine v Bosně a Hercegovině postřelen výkonný ředitel Dinama Záhřeb Zdravko Mamić. Střelba byla považována za pokus o atentát organizovaný mafiánským klanem Čepinů, jehož členem je Barišićův otec Stipe.[zdroj?]
V předkole Evropské ligy UEFA 2017/18 Barišić vstřelil penaltu při výhře Osijeku 1:0 nad PSV Eindhoven. Osijek vyhrál domácí zápas 1:0 a vyřadil PSV ze soutěže. Barišić odehrál v lize 22 zápasů, jednou skóroval a čtyřikrát asistoval a klub opět skončil na čtvrtém místě.

### Rangers
Dne 7. srpna 2018 podepsal Barišić čtyřletou smlouvu s Rangers poté, co byla dohodnuta dohoda s Osijekem za údajných 2,2 milionu liber. Podepsal smlouvu poté, co hrál proti Rangers v kvalifikační fázi Evropské ligy UEFA 2018/19.
Po zranění v první sezóně Barišić 29. prosince 2019 asistoval u obou gólů a byl jmenován mužem zápasu při vítězství 2:1 nad Celticem, což byla první výhra Rangers v Celtic Parku od roku 2010. Dne 30. ledna 2020 podepsal novou smlouvu, která mu umožňuje zůstat v klubu až do roku 2024.
Dne 18. února 2021, ve svém stém vystoupení za klub, Barišić skóroval z penaltového puntíku při venkovní výhře 4:3 nad Royalem Antverpy v 1. kole play-off Evropské ligy.

## Reprezentační kariéra
V chorvatské reprezentaci debutoval 11. ledna 2017 v přátelském utkání proti Chile. V květnu 2018 byl jmenován do předběžného 32členného kádru Chorvatska pro Mistrovství světa ve fotbale 2018 v Rusku, ale nedostal se do finální 23členné nominace.
Svůj první reprezentační gól vstřelil 21. března 2019 v zápase kvalifikace na Euro 2020 proti Ázerbájdžánu, který skončil výhrou 2:1. Na konci kvalifikace si upevnil své místo v základní jedenáctce národního týmu.

## Statistiky

### Klubové
Platí k zápasu hranému 27. května 2023.
| Klub                   | Sezóna            | Liga                 | Liga   | Liga | Národní pohár | Národní pohár | Ligový pohár | Ligový pohár | Kontinentální | Kontinentální | Celkově | Celkově |
| Klub                   | Sezóna            | Divize               | Zápasy | Góly | Zápasy        | Góly          | Zápasy       | Góly         | Zápasy        | Góly          | Zápasy  | Góly    |
| ---------------------- | ----------------- | -------------------- | ------ | ---- | ------------- | ------------- | ------------ | ------------ | ------------- | ------------- | ------- | ------- |
| Osijek                 | 2013/14           | Prva HNL             | 21     | 2    | 1             | 0             | —            | —            | —             | —             | 22      | 2       |
| Osijek                 | 2014/15           | Prva HNL             | 28     | 1    | 0             | 0             | —            | —            | —             | —             | 28      | 1       |
| Osijek                 | Celkově           | Celkově              | 49     | 3    | 1             | 0             | —            | —            | —             | —             | 50      | 3       |
| Dinamo Záhřeb          | 2015/16           | Prva HNL             | 1      | 0    | 0             | 0             | —            | —            | 0             | 0             | 1       | 0       |
| Lokomotiva (hostování) | 2015/16           | Prva HNL             | 19     | 0    | 1             | 0             | —            | —            | 0             | 0             | 20      | 0       |
| Osijek                 | 2016/17           | Prva HNL             | 32     | 1    | 4             | 0             | —            | —            | —             | —             | 36      | 1       |
| Osijek                 | 2017/18           | Prva HNL             | 22     | 1    | 1             | 0             | —            | —            | 8             | 2             | 31      | 3       |
| Osijek                 | 2018/19           | Prva HNL             | 1      | 0    | 0             | 0             | —            | —            | 4             | 1             | 5       | 1       |
| Osijek                 | Celkově           | Celkově              | 55     | 2    | 5             | 0             | —            | —            | 12            | 3             | 72      | 5       |
| Rangers                | 2018/19           | Scottish Premiership | 16     | 0    | 3             | 0             | 1            | 0            | 2             | 0             | 22      | 0       |
| Rangers                | 2019/20           | Scottish Premiership | 22     | 2    | 2             | 0             | 3            | 0            | 13            | 0             | 40      | 2       |
| Rangers                | 2020/21           | Scottish Premiership | 33     | 1    | 2             | 0             | 2            | 1            | 13            | 3             | 50      | 5       |
| Rangers                | 2021/22           | Scottish Premiership | 23     | 0    | 2             | 0             | 1            | 0            | 17            | 0             | 43      | 0       |
| Rangers                | 2022/23           | Scottish Premiership | 30     | 1    | 4             | 1             | 2            | 0            | 10            | 0             | 46      | 2       |
| Rangers                | Celkově           | Celkově              | 124    | 4    | 13            | 1             | 9            | 1            | 55            | 3             | 201     | 9       |
| Celkově v kariéře      | Celkově v kariéře | Celkově v kariéře    | 248    | 9    | 20            | 1             | 9            | 1            | 67            | 6             | 344     | 17      |

### Reprezentační
Platí k zápasu hranému 14. června 2023.
| Národní tým | Rok     | Zápasy | Góly |
| ----------- | ------- | ------ | ---- |
| Chorvatsko  | 2017    | 3      | 0    |
| Chorvatsko  | 2018    | 1      | 0    |
| Chorvatsko  | 2019    | 8      | 1    |
| Chorvatsko  | 2020    | 3      | 0    |
| Chorvatsko  | 2021    | 8      | 0    |
| Chorvatsko  | 2022    | 6      | 0    |
| Chorvatsko  | 2023    | 2      | 0    |
| Celkově     | Celkově | 31     | 1    |

#### Reprezentační góly
Skóre a výsledky Chorvatska jsou vždy zapsány jako první. Góly Borny Barišiće jsou zvýrazněny.
| Gól | Datum           | Místo                                | Zápas | Soupeř      | Skóre | Výsledek | Soutěž                                            |
| --- | --------------- | ------------------------------------ | ----- | ----------- | ----- | -------- | ------------------------------------------------- |
| 1.  | 21. března 2019 | Stadion Maksimir, Záhřeb, Chorvatsko | 5.    | Ázerbájdžán | 1:1   | 2:1      | Kvalifikace na Mistrovství Evropy ve fotbale 2020 |

## Úspěchy
Dinamo Záhřeb
- Prva HNL: 2015/16

Rangers
- Scottish Premiership: 2020/21
- Scottish Cup: 2021/22
- Poražený finalista Scottish League Cup: 2019/20, 2022/23
- Poražený finalista Evropské ligy UEFA: 2021/22

Chorvatsko
- Třetí místo na Mistrovství světa ve fotbale: 2022

Individuální
- Tým roku Prva HNL: 2016/17
- Tým roku Scottish Premiership: 2020/21